# Álbum homenaje
Un álbum homenaje es una colección de versiones de canciones o composiciones instrumentales. Su concepto puede ser de varios artistas haciendo un homenaje a un artista único, o un solo artista haciendo homenaje a varios artistas, o de un solo artista haciendo un homenaje a otro artista único. 
Ha habido homenajes o versiones registradas desde antes de que los primeros álbumes fueran técnicamente factibles. Las grabaciones de la ópera de Ruggero Leoncavallo por parte de Enrico Caruso en 1907 son uno de los primeros ejemplos.  
El nacimiento del disco homenaje moderno se le atribuye al productor Hal Willner, con el LP Amarcord Nino Rota en 1981. Siguió con homenajes a Thelonious Monk, dibujos animados de Disney, Kurt Weill, Charles Mingus y Harold Arlen. 
Algunos discos homenaje son creados con un giro conceptual, más allá de una simple colección de versiones. Estos incluyen: 
- Discos compuesto por un único artista intérprete o ejecutante de las canciones de otro artista. Como Gran Zeppelin, un álbum homenaje a Led Zeppelin, realizado exclusivamente por Great White. The Persuasions, The Inmates, Les Fradkin, The Smithereens, y Laibach compusieron discos homenaje recreando canciones de The Beatles.
- Álbumes de versiones realizadas en un estilo de música distinto al de sus intérpretes originales. Algunos ejemplos incluyen Is It Rolling Bob?, disco homenaje de reggae a Bob Dylan, Selena ¡VIVE! Homenaje a Selena, Música libre, homenaje del grupo chileno de rock Los Bunkers al destacado trovador cubano Silvio Rodríguez; Goth Oddity 2000: Homenaje a David Bowie; o Todos Somos MAS, disco homenaje de diversos artistas latinos al cantautor y compositor mexicano Marco Antonio Solís por su trayectoria.
- Álbumes que recrean un álbum específico, con versiones de las canciones del mismo. Como McLemore Avenue, que abarca todas las canciones de Abbey Road de The Beatles.
- Álbumes compuestos por versiones de canciones cantadas en un idioma distinto al original. Por ejemplo Tributo a The Cure - Porque No Puedo Ser Tu (1999) o Tributo a Queen: Los Grandes del Rock en Español (1997).
- Álbumes creados para conmemorar la pérdida de un artista apreciado. Estos incluyen So Amazing: A Tribute to Luther Vandross, grabado poco después de su muerte.

Algunos discos titulados y comercializados como "homenaje" a figuras musicales conocidas, efectivamente como suenan parecidos o imitaciones, grabado por músicos de sesión anónimos o artistas intérpretes o no distinguidos.
- Datos: Q734454